# Виттковер, Рудольф
Рудольф Виттковер (нем. Rudolf Wittkower, 22 июня 1901, Берлин — 11 октября 1971) — выдающийся британский историк и теоретик искусства. Специалист по искусству итальянского Возрождения и барокко.

## Биография
Виттковер родился Берлине в еврейской семье, его отец, Генри Виттковер (1865—1942), был британским подданным, мать — Гертруда Ансбах (1876—1965).
В 1923—1932 годах Виттковер изучал искусство в Италии, в Риме. В 1923 году женился на художнице Марго Хольцманн. В последующем Марго Виттковер стала дизайнером интерьера и мебели, исследователем ренессансной и неопалладианской архитектуры, соавтором многих книг Рудольфа Виттковера. В 1932 году Рудольф начал преподавать историю искусства в университете Кёльна. Но в 1933 году вместе с женой Виттковер вынужден был бежать из нацистской Германии в Лондон. В 1934—1956 годах преподавал в Институте Варбурга в Лондоне. Спустя время после кончины выдающегося историка искусства Аби Варбурга в 1929 году в Гамбурге, в декабре 1933 года фонды «Библиотеки Варбурга», насчитывавшие 60 000 томов по различным областям знания, были вывезены в Лондон, а в 1944 году Институт Варбурга стал подразделением Лондонского университета. С Институтом сотрудничали многие известные учёные, среди них: Эрнст Кассирер, Гершом Шолем, Эдгар Винд. Виттковер и Винд с 1937 года издавали «Журнал института Варбурга».
В 1956 году Виттковер переехал в США, но всю жизнь, как и его отец, сохранял британское подданство. В 1956—1969 году Рудольф Виттковер возглавлял кафедру истории искусств и археологии Колумбийского университета в Нью-Йорке.
Среди книг, написанных Витковером, были монографии о Бернини и Микеланджело. Особенно его интересовали вопросы пропорционирования в архитектуре итальянского Возрождения. В книге «Архитектурные принципы в эпоху гуманизма» (Architectural Principles in the Age of Humanism, 1949) Виттковер доказывал, что гармония пропорций, как в постройках Андреа Палладио, так и в картинах Никола Пуссена, основывается на отношениях простых целых чисел: 1, 2, 3, 4, что соответствует ладам древнегреческой музыки и в этом проявляется чистота и универсальность метода классицизма. Отношения гармонических ладов в музыке и пропорций в архитектуре были известны со времён Пифагора, отмечены в эпоху Возрождения в трактате Альберти, но Виттковер впервые вывел эти положения на уровень современной эстетической теории.
В 1975 году Рудольф Виттковер за книги «Готика против классики», «Архитектурные проекты в Италии XVII века» посмертно был удостоен премии Элиса Дэвиса Хичкока (The Alice Davis Hitchcock Book Award) американским Обществом историков архитектуры.

## Основные труды
- 1949: Архитектурные принципы в эпоху гуманизма (Architectural Principles in the Age of Humanism).
- 1955: Джан Лоренцо Бернини: Скульптор римского барокко (в соавторстве с Марго Виттковер, Говардом Хиббардом и Томасом Мартином) (Gian Lorenzo Bernini: The Sculptor of the Roman Baroque).
- 1957: Искусства в Западной Европе (The Arts in Western Europe).
- 1958: Искусство и архитектура в Италии: 1600—1750 (Art and Architecture in Italy, 1600—1750).
- 1963: Рождённые под Сатурном: Характер и поведение художников: документированная история от античности до французской революции (в соавторстве с Марго Виттковер) (Born Under Saturn: The Character and Conduct of Artists: Documented History from Antiquity to the French Revolution).
- 1964: Божественный Микеланджело: память Флорентийской академии о его смерти в 1564 году (в соавторстве с Марго Виттковер) (The Divine Michelangelo: The Florentine Academy’s Homage on His Death in 1564).
- 1974: Готика против Классики, Архитектурные проекты в Италии семандцатого столетия (Gothic vs. Classic, Architectural Projects in Seventeenth-Century Italy).
- 1974: Палладио и английское палладианство. Сборник статей (Palladio and English Palladianism:The Collected essays of Rudolf Wittkower).
- 1977: Скульптура: процессы и принципы (в соавторстве с Марго Виттковер) (Sculpture: Processes and Principles).
- 1989: Избранные лекции Рудольфа Витковера: «Влияние неевропейской цивилизации на искусство Запада» (в соавторстве с Марго Виттковер, Дональдом Мартином Рейнольдсом) (Selected Lectures of Rudolf Wittkower: The Impact of Non-European Civilization on the Art of the West).
- 1994: Партнерство и открытие (в соавторстве с Марго Виттковер) (Partnership and Discovery).